# 大師のみ足のもとに

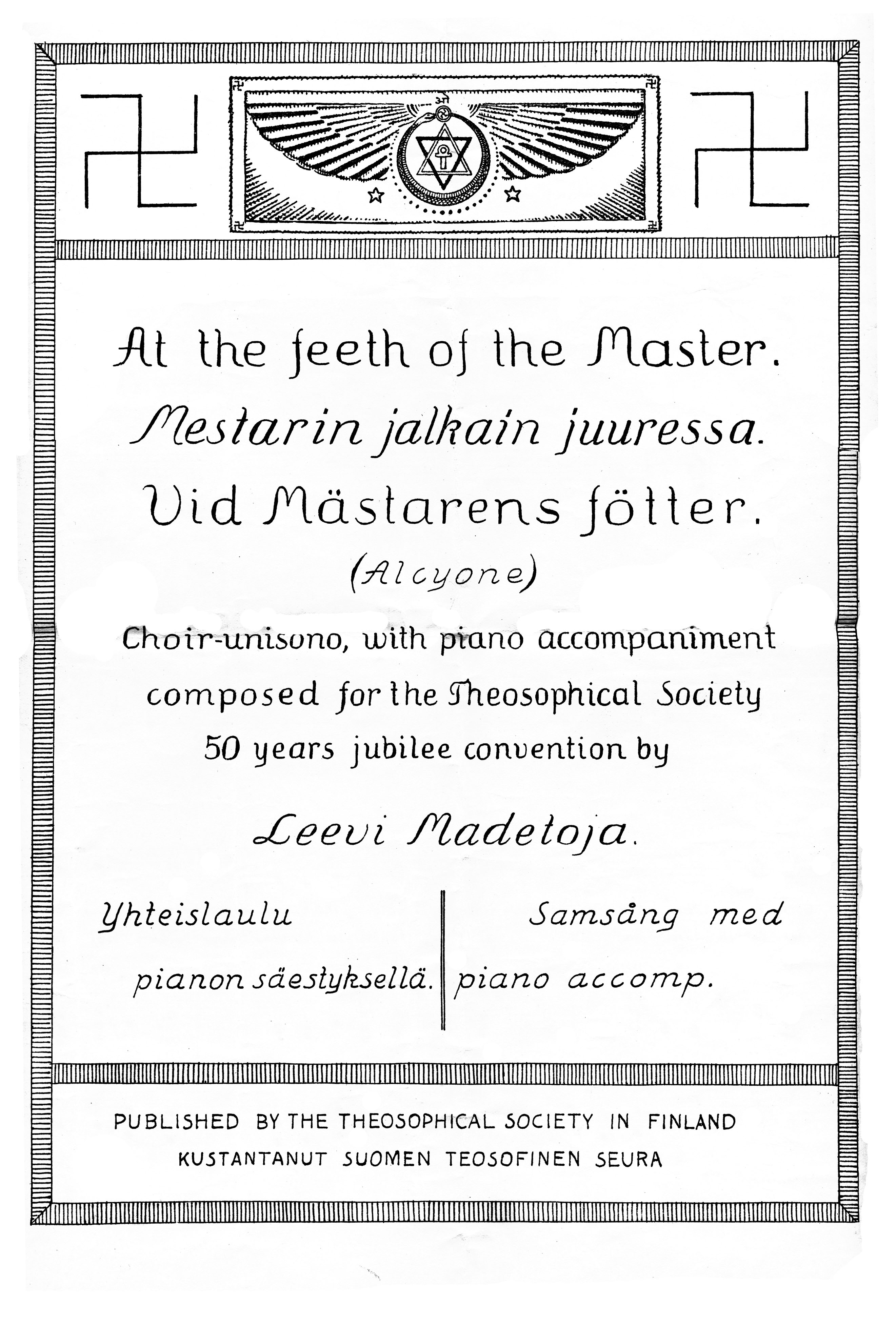
『大師のみ足のもとに』

『大師のみ足のもとに』（たいしのみあしのもとに、At the Feet of the Master）とはジッドゥ・クリシュナムルティの最初の著作とされる神智学文献である。刊行年は1910年。著者名は「アルシオネ」（Alcyone）となっている。この時クリシュナムルティはまだティーンエイジャーであった。序文には、大師（マスター）から教えを授かったものであり、自分の言葉ではない、とある。本文に大師の名前は記されていないが、クートフーミのことだとされている。